# Freddie Starr

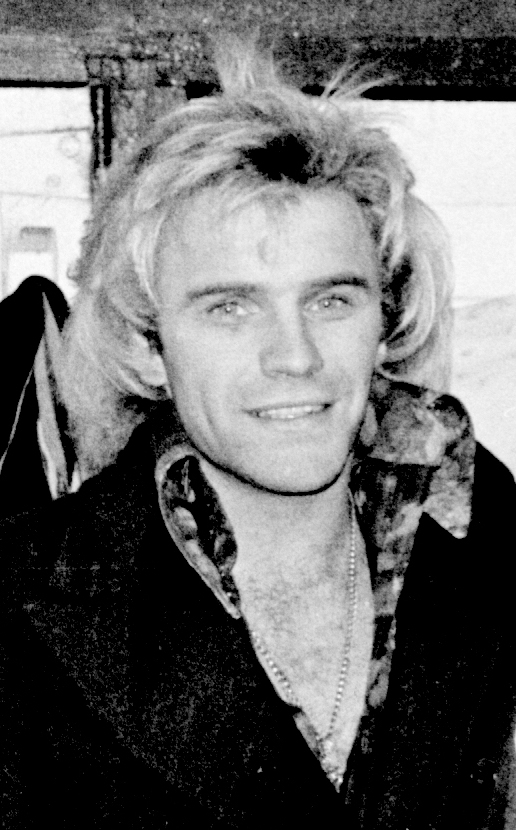
Freddie Starr (1976)

Freddie Starr (* 9. Januar 1943 in Huyton bei Liverpool als Frederick Leslie Fowell; † 9. Mai 2019 an der Costa del Sol, Spanien) war ein britischer Komiker, der in den 1970er-Jahren einer breiten Öffentlichkeit bekannt wurde. Er war auch Stimmen-Imitator und Popsänger, der mit dem Musikalbum After the Laughter, welches mit einer Goldenen Schallplatte in Großbritannien ausgezeichnet wurde und im März 1974 unter den UK Top 10 mit seiner Single It’s You reüssierte.

## Karriere
Starr begann 1954 in einer Roadshow als Song- und Comedy-Act. 1958 spielte er die Rolle eines jungen Teddy-Jungen in Basil Deardens Spielfilm Kinder der Straße (Violent Playground). Ende 1958 wurde er Sänger bei Howey Casey & The Seniors (neben Derry Wilkie); diese Band war die erste Gruppe aus Liverpool, die in Hamburg auftrat und für eine Saison im Kaiserkeller gebucht wurde. Kürzungen des Honorars durch die Veranstalter führten zur Auflösung der Band. 1962 trat Starr den Midnighters bei, ersetzte Gus Travers als Leadsänger und leitete die Gruppe bis 1964. Während dieser Zeit veröffentlichten sie drei Platten auf dem Decca-Label Who Told You?, Baby Blue und Never Cry on Someone’s Shoulder, die es aber nicht in die Charts schafften. Mit eigener Band legte er im selben Jahr das Album This Is Liverpool Beat vor.
1965 wechselte er zu den Delmonts, mit denen er im Kabarett auftrat. Nachdem er einige Jahre eine Solokarriere verfolgt hatte, hatte er mit It’s You 1974 einen Hit. Dann trat er bei Sunday Night At The London Palladium auf und avancierte zu einem führenden Komiker.
Starr war in England als Fernsehstar weithin bekannt; seine weltweite Popularität stieg noch beträchtlich, als das Boulevardblatt The Sun trotz Starrs Dementis (aber mit Einverständnis seines PR-Beraters) 1986 die Schlagzeile textete: Freddie Starr ate my Hamster („Freddie Starr hat meinen Hamster gegessen“).
2011 nahm er an der elften Staffel der britischen Fernsehshow I’m a Celebrity…Get Me Out of Here! teil.
Im Zusammenhang mit der Kindesmissbrauchs-Affäre um Jimmy Savile geriet auch Starr ab Oktober 2012 in den Fokus der Ermittler und wurde bis Januar 2014 insgesamt drei Mal vorübergehend in Untersuchungshaft genommen. Er wies sämtliche Anschuldigungen zurück.

## Diskografie

### Alben
| Jahr | Titel              | Höchstplatzierung, Gesamtwochen, AuszeichnungChartsChartplatzierungen (Jahr, Titel, Platzierungen, Wochen, Auszeichnungen, Anmerkungen) | Anmerkungen |
| Jahr | Titel              | UK | Anmerkungen |
| ---- | ------------------ | --- | ----------- |
| 1989 | After the Laughter | UK10 Gold · (9 Wo.)UK |             |
| 1990 | The Wanderer       | UK33 (7 Wo.)UK |             |

Weitere Alben
- 1971: Starr Is Born
- 1974: From Me To You
- 1978: Freddie Starr
- 1981: Spirit of Elvis
- 1982: Freddie Starr
- 1984: A New Twist
- 1987: It’s Me
- 1997: The Boys ’n’ Me

### Singles
| Jahr | Titel Album             | Höchstplatzierung, Gesamtwochen, AuszeichnungChartsChartplatzierungen (Jahr, Titel, Album, Platzierungen, Wochen, Auszeichnungen, Anmerkungen) | Anmerkungen |
| Jahr | Titel Album             | UK | Anmerkungen |
| ---- | ----------------------- | --- | ----------- |
| 1974 | It’s You From Me To You | UK9 (19 Wo.)UK |             |
| 1975 | White Christmas –       | UK41 (4 Wo.)UK |             |

Weitere Singles
- 1964: Never Cry On Someone’s Shoulder
- 1971: Naomi
- 1974: I Guess I’ll Call You
- 1974: The Most Beautiful Girl / Son
- 1974: Ginny Come Lately
- 1975: Ape Call
- 1976: Bad Boy
- 1977: Think It Over
- 1978: Halfway To Paradise / Love Me Tender
- 1979: Starry Eyed And Lovin’ You
- 1979: From Freddie To Elvis
- 1980: Will You Still Love Me Tomorrow / It’s All Over Now
- 1982: The Crying Game
- 1982: The Great Pretender
- 1989: It’s Only Make Believe
- 1990: Running Scared/You Don’t Have To Say You Love Me